# Mýrdalsjökull
Mýrdalsjökull [ˈmirtalsˌjœːkʏtl̥]  ist ein Plateaugletscher im Süden Islands. 
Er ist mit einer Fläche von 596 km² der viertgrößte Gletscher Islands. Er bedeckt die etwa 100 km² große Caldera des Vulkans Katla.

## Name
Mýrdalsjökull bedeutet „Gletscher des sumpfigen Tales“. Diese Bezeichnung wird nicht nur für den eigentlichen Gletscher verwendet, sondern auch für das Bergmassiv als Ganzes, ähnlich wie bei anderen isländischen Gletschern wie etwa dem benachbarten Eyjafjallajökull. Im Gegensatz zu diesem hat aber der unter dem Mýrdalsjökull liegende Vulkan einen eigenen Namen, nämlich Katla.

## Lage und Form
Mýrdalsjökull, der südlichste Gletscher Islands, befindet sich nördlich von Skógar und Vík í Mýrdal sowie südlich des Torfajökull. Zwischen dem Mýrdalsjökull und den westlichen Gletschern Eyjafjallajökull und Tindfjallajökull liegt das Tal Goðaland, das oft der Þórsmörk zugerechnet wird. Südöstlich des Mýrdalsjökull erstreckt sich die Sanderfläche Mýrdalssandur.
Den zentralen Teil des Gletschers bildet ein Plateau auf einer Höhe von etwa 1300 m, umrahmt von den höheren Rändern mit den höchsten Erhebungen beim Goðabunga (1505 m) und Háabunga (1497 m) sowie den Nunatakkern Austmannsbunga (1377 m) und Kötlukollar (1320 m). 
Darunter verbirgt sich die etwa 100 km² große Caldera der Katla. An der Süd- und Westseite fließen von dort steile Auslassgletscher hinab auf Höhen zwischen 100 und 800 Metern. Breitere Auslassgletscher fließen Richtung Osten bis etwa 200 bis 400 Meter hinab. Die Nordflanke wird von einer großen Gletscherzunge bedeckt, die bis etwa 600 Meter hinabreicht. Die Auslassgletscher Sléttjökull und Entujökull befinden sich im Nordwesten, der Króssárjökull und Tungnakvíslajökull im Westen und Sólheimajökull im Südwesten. Der wichtigste Auslassgletscher im Osten ist der Kötlujökull.
Die unter dem Gletscher befindliche, kreisförmige Caldera hat in 700 Metern Höhe einen Durchmesser von 20 Kilometern, an der Basis sind es 30 bis 35 Kilometer. Der Grund der Caldera liegt auf einer Höhe von etwa 650 Metern, etwa 700 Meter unterhalb des Randes. Der Rand der Caldera ist oval, die lange Achse misst 14 Kilometer und verläuft von Südost nach Nordwest, die kurze ist 8 Kilometer lang.

## Vulkan Katla
(Siehe Hauptartikel: Katla)
Unter dem breiten Schild des Mýrdalsjökull verbirgt sich der Vulkan Katla mit einem Kraterdurchmesser von etwa 10 Kilometern, die Tiefe der Caldera beträgt etwa 500 bis 700 m. Die in einer großen explosiven Eruption vor ca. 10.000 Jahren entstandene Caldera ist zur Gänze mit Gletschereis gefüllt.
Bei Vulkaneruptionen der Katla tauen je nach Intensität des Ausbruchs mehr oder minder große Teile des Gletschers und Flutwellen ergießen sich als sogenannte Gletscherläufe über die vorgelagerten Ebenen, vor allem über den Mýrdalssandur.

## Gletscherflüsse
Der Gletscher speist etliche Flüsse. Dabei handelt es sich neben einigen Zuflüssen des Markarfljót um die größeren Flüsse Krossá, Jökulsá á Sólheimasandi, Múlakvísl und Hólmsá.
Sie werden, was Wassermenge, chemische Zusammensetzung und elektrische Leitfähigkeit betrifft, ständig überwacht, um sich ein Bild über die Vorgänge im Vulkan unter dem Gletscher machen zu können.

## Verkehr
Vor dem Ausbau der Ringstraße war das Überqueren der dem Gletscher in Richtung Meer vorgelagerten Sander sehr unbeliebt, da stets einer der Gletscherläufe (isländisch Jökulhlaup) den Reisenden mit sich reißen konnte. Die Überquerung der von Flüssen durchzogenen Ebene konnte viele Tage dauern.
Inzwischen dauert die Überquerung des Mýrdalssandur von Vík í Mýrdal nach Kirkjubæjarklaustur auf gut ausgebauter Asphaltstraße ca. 1 Stunde.

### Fotos und Videos
- Film zur Information über Katlaausbrüche von Almannavarnir (isl. Zivilschutz)  (isländisch mit englischen Untertiteln)
- Video zum Gletscherlauf im Múlakvísl, Juli 2011
- youtube: Sigkatlar í Mýrdalsjökli (Caldera - Überflug von zwei Gletschereinbrüchen) 16. Juli 2011

### Wissenschaftliche Beiträge
- Katla im Global Volcanism Program der Smithsonian Institution (englisch)
- Vulkanismus der Eldgjá
- Der Vulkan Katla - Univ. v. Island (englisch / isländisch)
- Kurt H. Kjær: Mode of subglacial transport deduced from till properties, Mýrdalsjökull, Iceland.Geological Institute, University of Copenhagen. IN: Sedimentary Geology, Vol.128, Iss. 3-4, Oct. 1999, 271-292 (Science direct, Abstract, englisch)
- Viðauki 2 Myrdalsjökull - Mýrdalssandur. Almenn jarðfræði. Yfirlit yfir Mýrdalsjökul og nágrenni. Unnið fyrir Kötluvikur ehf. Jan. 2002 (isländisch)

### Andere
- Off. Information für Touristen zu Gefahren am Mýrdalsjökull (dt.) (PDF-Datei; 1,34 MB)